# Maison Kod dva pištolja à Vršac
La maison Kod dva pištolja à Vršac (en serbe cyrillique : Кућа звана „Код два пиштоља“ у Вршцу ; en serbe latin : Kuća zvana „Kod dva pištolja“ u Vršcu), ou maison aux deux pistolets, est située à Vršac, dans la province de Voïvodine et dans le district du Banat méridional, en Serbie. Elle est inscrite sur la liste des monuments culturels de grande importance de la République de Serbie (identifiant no SK 1440).

## Présentation
La maison, située 15 Trg Save Kovačevića, a été construite à la fin du XVIIIe siècle pour servir d'auberge.
Elle s'inscrit dans un plan qui épouse la forme de la lettre cyrillique « Г » ; elle est constituée d'un rez-de-chaussée et d'un étage. Elle est construite en matériaux solides, plâtrée et peinte ; le toit est recouvert de tuiles plates. Sur le plan horizontal, une frise sépare le rez-de-chaussée de l'étage.
La valeur historique du bâtiment tient au fait que Karađorđe (Karageorges), le chef du Premier soulèvement serbe contre les Ottomans, et sa suite y ont séjourné en 1813.